# Степ біля села Коржова
Степ біля села Коржова — ботанічна пам'ятка природи.
Об'єкт розташований на території Бабанської селищної громади Уманського району Черкаської області, біля села Коржова на березі річки Ятрань.
Площа — 0,7 га.
Статус отриманий 2023 року.